# Айша Кандіша
А́йша Канді́ша (араб. عيشة قنديشة, трансліт. ʿayša qəndiša, в деяких роботах згадується як Кандіса)  — жіноча міфологічна фігура у фольклорі північного Марокко. Один з багатьох фольклорних персонажів, схожих на джинів, але з характерними рисами. Вона, зазвичай, зображується як красива молода жінка, яка має ноги копитної тварини, наприклад, кози чи верблюда. Хоча описи Айши Кандіши відрізняються від регіону до регіону Марокко, зазвичай вважають, що вона живе поблизу джерел води і використовує свою красу, щоб спокусити місцевих чоловіків, а потім довести їх до божевілля або вбити.

## Особливості
Майже всі згадки про Айшу Кандішу ідентифікують її помешкання як водойму поблизу. У Танжері вважають, що це море; у Тетуані — це річка Мартіль; у Фесі — це дренажний канал; серед племені Бені Ахсен — це річка Себу. Існує також загальна думка, що вона полює в першу чергу на молодих чоловіків, заманюючи своєю красою або видаючи себе за їхніх дружин. Більш локалізовані вірування про Айшу Кандішу, наприклад, племені Бені Ахсен, включають те, що вона боїться сталевих ножів і голок, що у неї є чоловік (або партнер), відомий як Хамму Кайю. У південніших регіонах Марокко, включаючи Дуккалу, її називають «Хараджа».
У традиціях суфійського ордену Баффі Айша Кандіша є лише однією з багатьох жінок-джинів на ім’я Айша, кожна з яких має свої особливості. Баффі вірять, що вона носить чорний одяг; має верблюжачі ноги; викликає викидень у вагітних жінок, які її бачать; змушує людей, яких вона підкорила, ревіти або гавкати, як тварини. Назви, які можуть бути синонімами Айши Кандіши в інших місцях, зокрема «суданська Айша» (ʿayša s-sudaniya) й «Айша моря» (ʿayša l-bəḥriya), розглядаються Баффі як окремі унікальні сутності.

## Походження
Едвард Вестермарк стверджував, що ім'я Айша Кандіша «безперечно східного походження», ототожнюючи її з Кадеш у стародавній ханаанській релігії, яку він ідентифікував як «храмову блудницю» і пов'язував з культом богині Астарти, неправильно охарактеризованої як богиня «родючості». Вестермарк припускав, що образ Кандіши вперше потрапив до Північної Африки через фінікійські колонії і пізніше був включений в ісламські традиції, зберігаючи при цьому свій розпусний характер і зв'язок з водним середовищем. Він також припускав, що образ її сподвижника Хамму Кайю міг бути натхненний карфагенським богом Баал-Хаммоном. Теорія Вестермарка спиралася на застаріле розуміння стародавніх близькосхідних божеств. Теорії, що представляють Кадеш як «священну блудницю», вважаються застарілими в сучасній науці через відсутність доказів . Вона, як правило, розглядається як богиня єгипетського походження, можливо, без явної предтечі серед ханаанських або сирійських богинь, хоча має семітське ім'я і пов'язана переважно з іноземними божествами. Неможливо встановити прямий зв'язок між Кадеш і Астартою. Він проглядається, залежно від періоду часу та місцевості, через такі терміни як «війна», «полювання», «королівська влада», «зцілення» тощо, але не через «родючість», як стверджував Вестермарк.
Сучасне припущення полягає в тому, що Кандіша походить від реальної історичної особи.
За однією із версій вона була дуже красивою марокканкою з регіону Ель-Джадіда, яка допомагала протистояти загарбникам під час колонізаційних зусиль Португалії у XIV столітті, спокушаючи іноземних солдатів, яких потім роззброювали і вбивали марокканські бійці. Ім’я Кандіша вважається арабською інтерпретацією португальського слова «Графиня» (порт. Condessa), як називали її вороги.
Інша версія розповідає про красиву і безстрашну Айшу Кандішу, яка бореться з французькими окупантами в районі Атлаських гір приблизно в період між світовими війнами. Вважалося, що вона була лідером загону партизанів, які влаштовували нічні криваві вилазки проти солдатів французької армії та її марокканських співробітників.

## У масовій культурі
Айша Кандіша згадується в ряді марокканських творів мистецтва, включаючи книги, фільми та пісні.
Приклади використання образу:
- мелодія «Lalla Aicha» музики ґнауа[en];
- марокканська популярна музична група «Aisha Kandisha's Jarring Effects», створена в Марракеші 1987 року;
- марокканський фільм жахів «Кандіша»[en] 2008 року;
- французький фільм жахів «Кандіша» 2020 року.